# Темагами
Темагами (енгл. Temagami) је општина у Канади у покрајини Онтарио. Према резултатима пописа 2011. у општини је живело 820 становника.

## Становништво
Према резултатима пописа становништва из 2011. у граду је живело 820 становника, што је за 12,2% мање у односу на попис из 2006. када је регистровано 934 житеља.
| 2006. | 2011. |
| ----- | ----- |
| 934   | 820   |